# Gourou (film)
Pour les articles homonymes, voir Gourou (homonymie).
Pour plus de détails, voir Fiche technique et Distribution.
Gourou est un film français réalisé par Yann Gozlan et dont la sortie est prévue en 2026.

## Synopsis
Matt est le coach en développement personnel le plus suivi de France.
À l’heure où les gens ne croient plus à la politique et se détournent de la religion, Matt propose à ses adeptes une catharsis bien rodée, qui électrise les foules autant qu’elle inquiète les autorités.
Sous le feu des critiques, Matt va s’engager dans une fuite en avant qui le mènera aux frontières de la folie et de la gloire.

## Fiche technique
Sauf indication contraire, les informations mentionnées dans cette section peuvent être confirmées par les bases de données cinématographiques IMDb et Allociné,  présentes dans la section « Liens externes ».
- Titre original : Gourou
- Titre anglophone : Guru
- Réalisation : Yann Gozlan
- Scénario : Yann Gozlan et Jean-Baptiste Delafon
- Musique : Chloé Thévenin
- Décors : Stéphane Rozenbaum
- Costumes : Olivier Ligen
- Photographie : Antoine Sanier
- Montage : Grégoire Sivan
- Production : Wassim Béji, Pierre Niney et Marc-Henri de Busschère
- Sociétés de production : Ninety Films et WY Productions
- Coproducteurs : Studiocanal (France), M6 Films
- Société de distribution : Studiocanal (France)
- Budget :
- Pays de production :  France
- Langue originale : français
- Format : couleur
- Genre : thriller psychologique
- Dates de sortie[1] :
  - France : 28 janvier 2026 Date sujette à modification

## Distribution
- Pierre Niney : Mathieu Vasseur
- Marion Barbeau : Adèle
- Anthony Bajon : Julien
- Christophe Montenez : Christophe
- Jonathan Turnbull : Rudy
- Holt McCallany : Peter Conrad
- Léonie Simaga : Karla Demaison
- Jérôme Pouly : Adepte Daniel
- Raphaëlle Simon : Sam

## Production
Le projet est annoncé en mars 2024,. Il est précisé que Yann Gozlan coécrit le scénario avec Jean-Baptiste Delafon, déjà coscénariste de Visions (2023). Pierre Niney interprète le rôle principal, celui d'un coach en développement personnel charismatique dont le comportement toxique et l'abus de pouvoir dégénèrent en paranoïa.
L'acteur, à l'origine de l'idée de départ de l'intrigue, s'inspire du personnages campé par Jake Gyllenhaal Night Call (2014) et sur celui de Tom Cruise dans Magnolia (1999),. Marion Barbeau, Anthony Bajon et Holt McCallany sont ensuite confirmés dans des rôles secondaires,.
Le film est produit par Wassim Béji via sa société WY Productions, ainsi que par Pierre Niney et Marc-Henri de Busschère via la société Ninety Films. Il est ensuite précisé que le film sera coproduit par StudioCanal, M6 Films et la société belge Panache Productions,.
Le tournage débute en novembre 2024 et se déroule jusqu'en février 2025. Les prises de vues se déroulent à Paris et sa banlieue (aéroport de Paris-Charles-de-Gaulle) et à Las Vegas.

## Commentaire
Le personnage principal du gourou incarné par Pierre Niney se nomme Mathieu Vasseur. Il portait le même nom dans ses deux précédentes collaborations avec le réalisateur : Un homme idéal (2015) et Boîte noire (2021). Dans Visions, le personnage de Diane Kruger se nomme quant à lui Estelle Vasseur.